# الإسلام في الشيشان وإنغوشيا
كانت جمهورية الشيشان-إنغوشيا هي إحدى الجمهوريات التابعة للإتحاد السوفيتي قبل انهياره. في 1 أكتوبر 1991، بقرار من رئيس المجلس الأعلى المؤقت لجمهورية الشيشان-إنغوشيا حسين أحمدوف، قُسمت جمهورية الشيشان-إنغوشيا إلى جمهوريتي الشيشان والإنغوش، ولكن القرار أُلغي لاحقا.
بعد انقلاب جوهر دوداييف، انقسمت جمهورية الشيشان-إنغوشيا الاشتراكية السوفياتية المتمتعة بالحكم الذاتي مرة أخرى إلى جمهوريتي الشيشان وإنغوشيا، وفي 4 يونيو 1992، تبنى مجلس السوفيات الأعلى لجمهورية روسيا الاتحادية الاشتراكية السوفياتية قانونًا بشأن تشكيل جمهورية إنغوشيا داخل الاتحاد الروسي، ووافق مجلس نواب الشعب بموجب قراره على تشكيل جمهورية إنغوشيا وعدّل دستور جمهورية روسيا الاتحادية الاشتراكية السوفياتية لعام 1978 وقسمت الشيشان - إنغوشيا إلى جمهورية إنغوشيا وجمهورية الشيشان.
وصل الإسلام بلادهم منذ أكثر من قرنين، واستولى الروس على بلادهم في حركتهم التوسعية نحو بلاد القوقاز، وحارب التشاشان (سكان الشيشان) والانجوش (سكان إنغوشيا ) من أجل استقلالهم لمدة تزيد على عشرين عاماً بدأت من سنة (1256 هـ إلى 1276 هـ ) ( 1840 م إلى 1859 م )، وبعد هزيمتهم نقل الروس الكثير من التشاشان من معاقلهم الجبلية في الوديان الشمالية من جبال القوقاز إلى مناطق أخرى .وأمام ضغط وتحديات الروس هاجر عدد كبير منهم إلى تركيا، وصل عددهم إلى 400 ألف نسمة، واستمر هذا التحدي إلى صدور قانون حرية العقيدة في روسيا القيصرية، وسادت بعد ذلك فترة من الاستقرار لمسلمي التشاشان انجوش، ولما استولى السوفيات على حكم البلاد فصل الإقليم عن جيرانة وأصبح إقليماً ذاتي الحكم، ثم تحول إلى جمهورية ذاتية، وفي أثناء الحرب العالمية الثانية اتهم السوفيات التشاشان والانجوش بمساعدة الغزو الألماني ضد السوفيات، ولهذا نقلت السلطات السوفياتية الكثير من التشاشان والانجوش إلى كازاخستان، ومناطق أخرى، وألغيت جمهوريتهم، ثم أعيدت مرة أخرى في سنة (1377 هـ - 1956 م ) وبعد تبرئتهم من تهمة التعاون مع الألمان عاد معظمهم إلى بلادهم، وهكذا تعرض التشاشان والانجوش إلى الاضطهاد والتهجير الإجباري مرتين، كما تعرض الشعبان إلى التحديات التي شنها السوفيات عليهم بسبب تمسكهم بعقيدتهم، وهجر الروس عناصر سوفياتية إلى بلادهم لكي يحدوا من الأغلبية المسلمة بين السكان، وتصل نسبة المسلمين إلى 74% وعددهم 1,003,800 نسمة، ويتبعون الإدارة الدينية لشمال القوقاز وداغستان والتي تكونت في سنة (1363 هـ - 1943 م ) ومقرها مدينة محج قلعة .